# Rio Bucureșci
O Bucureșci é um rio da Romênia afluente do Rio Crișul Alb, localizado no distrito de Hunedoara.